# Charles Perrow
Charles Bryce Perrow (auch Chick Perrow genannt; * 9. Februar 1925 in Tacoma, Washington, USA; † 12. November 2019 in Hamden, Connecticut) war ein US-amerikanischer Organisationstheoretiker und Soziologe. Er lehrte und forschte an der University of Pittsburgh und zuletzt an der Yale University.

## Komplexe Organisationen: Struktur – Technologie – Industrie
Er wurde zunächst durch sein Werk Complex Organizations: A Critical Essay bekannt, das 1972 erstmals publiziert wurde. Dabei handelte es sich um einen Abriss der damals gängigen Organisationstheorien. Seinen eigenen Ansatz konstruierte er in Anlehnung an Max Webers Bürokratietypus. Anders als bei Weber, werden Herrschaftsstrukturen jedoch in erster Linie anhand des Grades der Zentralisierung bzw. Dezentralisierung sichtbar, im Vergleich der Organisationsstrukturen.
Organisationen unterscheiden sich demnach vor allem anhand der in der Produktion verwendeten Kerntechnologie, sowie anhand vorgefundener industrieller Rahmenbedingungen (error-avoiding vs. error-inducing system). Die Organisation ist nicht frei in der Wahl ihrer Struktur, denn Perrow nimmt an, dass Organisationen ihre Strukturen höchstwahrscheinlich in ein Verhältnis der Passung (fit) zu der jeweiligen Kerntechnologie bringen werden, da sie sonst einen hohen Preis in Form von Effizienzeinbußen zahlen müssten.
Obwohl meist die situative Analyse einzelner Betriebe im Vordergrund seiner Arbeit stand, entwarf Perrow einen genuin soziologischen Ansatz: 

“If we take an industry, rather than particular organizations, as the unit of analysis, we can see the impact of the industry and its ties to society upon the organization and its problems.”

„Wenn wir, statt einzelner Firmen, einen ganzen Industriezweig zum Gegenstand der Analyse machen, können wir die Auswirkungen der Industrie erkennen und seine Bindung an die Gesellschaft über ihre Organisation und ihre Probleme.“

## Normal Accident Theory
“… there is a form of accident that is inevitable.”

„… es gibt eine Art von Unfall, der unvermeidbar ist.“

Einer breiteren Öffentlichkeit wurde Perrow durch die techniksoziologische Publikation Normal Accidents: Living With High Risk Technologies bekannt, die im Kontext einer Untersuchung der Beinahe-Katastrophe in dem Kernkraftwerk Three Mile Island entstand und kurz vor der Katastrophe von Tschernobyl veröffentlicht wurde. Darin entwickelt er die Vorstellung, dass katastrophale Ereignisverkettungen in komplexen Systemen wahrscheinlich nicht vollständig bzw. nicht dauerhaft zu vermeiden sind. Diese Auffassung steht konträr zu den Aussagen der High-Reliability-Theory, mit der der Ansatz konkurriert.
Im Kern der Überlegungen Perrows steht die Theorie der Normalen Unfälle (ein Ausdruck, der als Normale Katastrophen in die deutsche Sprache übersetzt wurde). Katastrophenartige Unfälle sind demnach insbesondere in eng gekoppelten und komplexen Systemen unvermeidbar. In diesen Fällen kann einzig die Interaktion multipler Fehler den Unfall erklären. Perrows Theorie sagt voraus, dass Fehler auf verschiedenartige und unvorhergesehene Weisen auftreten können, die fast unmöglich vorhersagbar sind.
Die wesentliche Differenz besteht für Perrow in den industriellen und technischen Umwelten der Organisation. Je nach Kerntechnologie variiert die Wahrscheinlichkeit, mit der eine undurchschaubare und deswegen schwer zu kontrollierende Ereignisverkettung eintritt, an deren Ende ein katastrophales Ereignis stehen kann (z. B. „vapor cloud explosions“). Ereignisse treten in kontingentem Verhältnis zu konkreten Situationen ein. Ob enge Kopplungen sich katastrophal entwickeln, ist in etablierten (komplexen) Systemen nur zeitpunktbezogen erkennbar. Daher wird Perrows Normal Accident Theory zu den so genannten Kontingenztheorien bzw. zu den situativen Ansätzen der Organisationstheorie gezählt.

## Schriften (Auswahl)
- The Next Catastrophe: Reducing Our Vulnerabilities to Natural, Industrial, and Terrorist Disaster. Princeton University Press, Princeton NJ 2008, ISBN 978-1-4008-2759-6.
- Organizing America: Wealth, power, and the origins of corporate capitalism. Princeton University Press, Princeton NJ 2002, ISBN 1-4008-2508-3.
- Normal Accidents: Living with High-Risk Technologies. 2. Auflage. Princeton University Press, Princeton NJ 1999, ISBN 0-691-00412-9 (Erstausgabe:  1984, mit neuem Nachwort).
  - Normale Katastrophen. Die unvermeidlichen Risiken der Großtechnik. Campus, Frankfurt 1992, ISBN 3-593-34125-5 (Erstausgabe:  1987).
  - Nach 25 Jahren immer noch aktuell, Rezension von Conrad Lay im Deutschlandfunk, 28. März 2011
- Complex Organizations: A Critical Essay. 3. Auflage. McGraw-Hill, 1986, ISBN 0-07-554799-6 (Erstausgabe:  1972).